# Ястребово око
„Ястребово око“ (на английски: Hawkeye) е американски минисериал, създаден от Джонатан Айджла.
Базиран е върху едноименния персонаж на Марвел Комикс. Минисериалът ще излиза по Disney+ на 24 ноември 2021 г. Сериалът е част от Киновселената на Марвел.
Това е петият сериал от Марвел Студио и следва титулярния герой след участието му в Отмъстителите: Краят. Минисериалът е част от Четвърта фаза.

## Главни герои
- Джереми Ренър – Клинт Бартън / Ястребово око
- Хейли Стайнфелд – Кейт Бишоп / Ястребово око
- Вера Фармига – Елеанор Бишоп
- Тони Далтон – Джак Дюкейн / Фехтовач
- Алакуа Кокс – Мая Лопез / Ехо
- Фра Фий – Казимир „Кази“ Казимирчак
- Алекс Паунович – Иван
- Пьотр Адамчик – Томас
- Линда Карделини – Лаура Бартън
- Браян Д'арси Джеймс – Дерек Бишоп
- Саймън Калоу – Арманд Дюкейн трети
- Зан Макларнън – Уилиям Лопез
- Флорънс Пю – Йелена Белова / Черната вдовица
- Винсънт Д'Онофрио – Уилсън Фиск / Кингпин

## Епизоди
| № | # | Заглавие                                               | Режисура     | Сценарий                   | Първо излъчване     | Първо излъчване     | Рейтинг (в милиони) |
| - | - | ------------------------------------------------------ | ------------ | -------------------------- | ------------------- | ------------------- | ------------------- |
| 1 | 1 | Никога не срещай героите си ("Never Meet Your Heroes") | Рис Томас    | Джонатан Айджла            | 24 ноември 2021 г.  | 24 ноември 2021 г.  | Излъчен             |
|   |   |                                                        |              |                            |                     |                     |                     |
| 2 | 2 | Криеница ("Hide and Seek")                             | Рис Томас    | Елиса Климент              | 24 ноември 2021 г.  | 24 ноември 2021 г.  | Излъчен             |
|   |   |                                                        |              |                            |                     |                     |                     |
| 3 | 3 | Ехо ("Echoes")                                         | Бърт и Бърти | Кейти Матюсон и Танър Бийн | 1 декември 2021 г.  | 1 декември 2021 г.  | Излъчен             |
|   |   |                                                        |              |                            |                     |                     |                     |
| 4 | 4 | Партньори, нали така? ("Partners, Am I Right?")        | Бърт и Бърти | Ерин Кансино и Хедър Куин  | 8 декември 2021 г.  | 8 декември 2021 г.  | Излъчен             |
|   |   |                                                        |              |                            |                     |                     |                     |
| 5 | 5 | Ронин ("Ronin")                                        | Бърт и Бърти | Джена Ноел Фрейзър         | 15 декември 2021 г. | 15 декември 2021 г. | Излъчен             |
|   |   |                                                        |              |                            |                     |                     |                     |
| 6 | 6 | Значи това е коледа? ("So This Is Christmas?")         | Рис Томас    | Джена Ноел Фрейзър         | 22 декември 2021 г. | 22 декември 2021 г. | Излъчен             |
|   |   |                                                        |              |                            |                     |                     |                     |